# Óscar Rivadeneyra
Oscar Rivadeneyra (* Distrito de San Juan de Miraflores, Lima, Perú, 1960) fue un boxeador peruano. 
Inició su carrera deportiva a los 16 años destacando en la categoría semi-pesados.
Como boxeador ganó 20 peleas (16 por KO) y perdió 3 (todas por KO), fue Campeón Nacional y campeón Sudamericano de Box. En 1981, tras ganar el título Intercontinental de América viaja a los Estados Unidos, obteniendo también el título de California y entró al ranking mundial de la AMB en el puesto siete, esta hazaña lo lleva a disputar el título mundial en Vancouver - Canadá el 25 de noviembre de 1983 con Michael Spinks, perdiendo en el último asalto. 
Al poco tiempo se retira y se encarga de la administración de tres academias de boxeo en Lima, una en San Juan de Miraflores, otra en La Planicie y otra en Breña.